# سر كندة السفلى (شلال ودشتغل)
سر كندة السفلى (بالفارسية: سرکنده پایین) هي منطقة سكنية تقع في إيران في قسم شلال ودشتغل الريفي. يقدر عدد سكانها بـ 24 نسمة .